# كتلة الأمل والعمل
كتلة الأمل والعمل عبارة عن قائمة الترشيحات التي اعترضت على الانتخابات البلدية في مايو 2005 في بيت لحم في الضفة الغربية. يذكر أن الكتلة أطلقتها مجموعة منشقة من حركة فتح التي تدعم رسميا كتلة بيت لحم الموحدة. إجمالا قدمت كتلة الأمل والعمل 12 مرشحا. كان المرشح الأكبر للكتلة زغبي الزغبي.